# PUD GNU/Linux
PUD GNU/Linux是一個由台灣人penk開發的一個小型Linux(live CD、live USB)，它可安裝在光碟或256MB以上的USB隨身碟上，不過要使用隨身碟安裝程式mkliveusb，它使用 Ubuntu Linux作為套件來源。目前最新版是v0.4.8.6。
它有目前三種語言（正體中文，簡體中文和英文）。

## 發展

### xPUD
- 穩定版本是v0.9.2  (8-Dec-2009 , 64.0MB )

使用 Ubuntu 9.10 的套件庫與 Linux Kernel 2.6.31，還有包括越南語在內的 15 種不同語言支援。
- 開發版本是v0.9.5  (2010-11-03 , 65.0MB )[5]

使用 Ubuntu 10.10 的套件庫與 Linux Kernel 2.6.35.7，還有包括越南語在內的 15 種不同語言支援。

### xPad
- Qt 4.8.4 / WebKit , kiosk-060513.iso ( 2013-05-06 , 30.6 MB ) [6][7]

- 開發版本是v0.9.5  (2011-12-07 , 62.0MB )[8]

## 外部連結
- PUD GNU/Linux官方網站（页面存档备份，存于）
- xPUD（页面存档备份，存于）
- xPUD is a fast booting small Linux consists web browser, media player and easy-to-use interface（页面存档备份，存于） - Google Project Hosting
- DistroWatch.com: xPUD